# Bibliographie sur le siège de Québec de 1759
Cette bibliographie du siège de Québec de 1759 propose une liste (incomplète) des ressources qui existent sur le sujet en français et en anglais.

## En français

### Ouvrages
- Jean-Claude Hebert.Le siège de Québec en 1759 par 3 témoins, Ministère des Affaires culturelles, 1972, Série Place Royale.
- Guy Frégault, La Guerre de la Conquête, Montréal, Fides, 2009, 514 p.,  (ISBN 978-2-7621-2989-2) [ 1re éd. 1955; 2e éd. 1966 ].
- Jacques Lacoursière et Hélène Quimper, Québec, ville assiégée, 1759-1760, d'après les acteurs et les témoins, Sillery, Septentrion, 2009, 270 p.,  (ISBN 978-2-89448-581-1) (éditeur).
- D. Peter MacLeod, La vérité sur la bataille des plaines d'Abraham, Montréal, Les éditions de l'Homme, 2008, 491 p.,  (ISBN 978-2-7619-2575-4).Traduit de l'anglais par Marie José Thériault.
- Dave Noël, Montcalm, général américain, Montréal, Boréal, 2018, 384 p.  (ISBN 9782764625323)
- Russel Bouchard, Jean-Daniel Dumas : héros méconnu de la Nouvelle-France, Michel Brûlé, 2008, 293 p.,  (ISBN 978-2-89485-410-5).
- Gérard Saint-Martin, Québec 1759-1760! Les plaines d'Abraham. L'adieu à La Nouvelle-France?, Paris, Economica, 2007, 284 p.,  (ISBN 2717853502).
- René Boulanger, La Bataille de la mémoire : essai sur l'invasion de la Nouvelle-France en 1759, Québec, Éditions du Québécois, 2007, 160 p.,  (ISBN 978-2-92336-512-1).
- Jacques Lacoursière, Canada, Québec, synthèse historique, 1534-2000, préface de Mark Starowicz et Mario Cardinal, Sillery, Les éditions du Septentrion, 2001, 591 p.,  (ISBN 2-89448-186-1).
- Don Gillmor et Pierre Turgeon, Le Canada : une histoire populaire, Éditions Fides, 2000, vol. 1 (Des origines à la Confédération)  (ISBN 2-7621-2282-1).
- Jacques Lacoursière, Histoire populaire du Québec. t. I, Sillery, Les éditions du Septentrion, 1995, 482 p.,  (ISBN 978-2-89448-050-2) (aperçu).
- Marcel Trudel, Histoire de la Nouvelle-France, vol.  10 : Le Régime militaire et la disparition de la Nouvelle-France, 1759-1764, Montréal, Fides, 1999, 612 p.,  (ISBN 978-2-7621-2062-2).
- René Chartrand, Le patrimoine militaire canadien. D’hier à aujourd’hui. t. II. 1755-1871, Montréal, Art Global inc, 1995, 238 p.,  (ISBN 2-920718-50-9).
- Laurier L. LaPierre, 1759, la bataille du Canada, Montréal, Le Jour, 1992, 301 p.,  (ISBN 978-2-89044-446-1).Traduit de l'anglais par Normand Paiement et Patricia Juste.
- Gaston Deschênes, L'année des Anglais: la côte-du-sud à l'heure de la conquête, Les éditions du Septentrion, 1988, aperçu, 180 p.,  (ISBN 978-2-92111-400-4).
- Laurent Veyssière (dir.) et Bertrand Fonck (dir.), La guerre de Sept Ans en Nouvelle-France, Québec, Septentrion (Canada) et PUPS (France), 2012, 360 p. (ISBN 978-2-89448-703-7)
- Wilma Pitchford Hays, Le Tambour de Montcalm, Éditions Héritage, 1974, 203 p.,  (ISBN 0-7773-3003-2).Traduit de l'anglais.
- Philippe Baby Casgrain, Les Batailles des Plaines d'Abraham et de Sainte-Foye, Québec, Imprimerie du Daily Telegraph, 1908, 93 p., lire en ligne.

### Articles
- Simon Gilbert et Marie-Josée Soubrier. « Les ravages de la guerre de 1759 à Saint-Thomas de Montmagny », 3 février 2009.
- Charles Perry Stacey et Norman Hillmer. « Bataille des plaines d'Abraham », dans L'Encyclopédie canadienne, 2009.
- GrandQuebec.com. « Bataille des Plaines d’Abraham », dans GrandQuebec.com, 2006.
- Jacques Saint-Pierre. « L’incendie de la Côte-du-Sud en 1759 », dans Encyclobec, 14 avril 2003.
- Alain Beaulieu. « Les Hurons et la Conquête. Un nouvel éclairage sur le « traité Murray » », dans Recherches Amérindiennes au Québec, Vol. 30, no 3, 2000, p. 53-63.
- Jean-Pierre Poussou. « Montcalm et la perte du Canada », dans Stratégique, no 50, 1991 (lire en ligne.

### Correspondance, journaux, etc.
- Roger Léger (dir.), Journal des campagnes du chevalier de Lévis en Canada de 1756 à 1760, Montréal, Éditions Michel Brûlé, 2008, 253 p.,  (ISBN 978-2-89485-405-1) [réédition de : Henri-Raymond Casgrain (dir.), Journal des campagnes du chevalier de Lévis en Canada de 1756 à 1760, Montréal, C.O. Beauchemin et fils, 1889].
- Roger Léger (dir.), Le journal des campagnes du marquis de Montcalm en Canada de 1756 à 1759, Montréal, Michel Brûlé, 2007, 512 p.,  (ISBN 978-2-89485-388-7).
- Louis-Antoine de Bougainville, Écrits sur le Canada. Mémoires – Journal – Lettres, Sillery, Septentrion, 2003. 425 p.,  (ISBN 2-89448-304-X).
- Pierre Pouchot, Mémoires sur la dernière guerre de l’Amérique septentrionale entre la France et l’Angleterre, Sillery, Septentrion, 2003. 322 p.,  (ISBN 978-2-89448-303-9).
- Jean-Claude Hébert, Le siège de Québec en 1759 : par trois témoins, Québec, Ministère des affaires culturelles, 1972 (lire en ligne.
- Jean-Félix Récher, Journal du siège de Québec en 1759, Québec, La Société historique de Québec. 1959. 48 p.
- Aegidius Fauteux (dir.), Journal du siège de Québec du 10 mai au 18 septembre 1759, Québec, Bibliothèque de Saint-Sulpice, 1922, 115 p., lire en ligne.
- Anonyme, Relation de ce qui s’est passé au Siège de Québec et de la prise du Canada par une religieuse de l’Hôpital Général de Québec. Québec, Mercury, 1855. 24 p., (lire en ligne.
- Henri-Raymond Casgrain (dir.), Journal du Marquis de Montcalm durant ses campagnes en Canada de 1756 à 1759. Québec, Imprimerie L. J. Demers & Frère, 1895. pp. 521-617. (lire en ligne.
- Henri-Raymond Casgrain (dir.), Lettres du Marquis de Montcalm au Chevalier de Lévis, Québec, Imprimerie L. J. Demers, 1894. 240 p., lire en ligne.
- Henri-Raymond Casgrain (dir.), Lettres du Marquis de Vaudreuil au Chevalier de Lévis, Québec, Imprimerie L. J. Demers, 1895. 215 p., lire en ligne.
- Henri-Raymond Casgrain (dir.), Lettres et pièces militaires. Instructions, ordres, mémoires et plans de campagne et de défense, 1756-1760, Québec, Imprimerie L. J. Demers et Frère, 1891. 367 p., lire en ligne.
- Henri-Raymond Casgrain (dir.), Relations et journaux de différentes expéditions faites durant les années 1755-56-57-58-59-60, Québec, Imprimerie L. J. Demers et Frère, 1895. 274 p., lire en ligne.
- M. de Foligné, Journal des faits arrivés dans l’armée de Québec capitale dans l’Amérique septentrionale pendant la campagne de l’année 1759. Québec, Presses de la communauté des Sœurs franciscaines, 1901. 100 p.
- J.C.B, Voyage au Canada dans le nord de l’Amérique septentrionale fait depuis l’an 1751 à 1761, Québec, Imprimerie Léger Brousseau, 1887, 255 p., lire en ligne.
- Jean-Claude Panet, Journal du siège de Québec en 1759, Montréal, Eusèbe Sénécal, 1866. 24 p., lire en ligne.
- Mère Saint-Thomas, Les Ursulines de Québec depuis leur établissement jusqu’à nos jours. t. second, Québec, C. Darveau, 1864. 362 p., lire en ligne.

### Bibliographies
- Béatrice Richard. « La Guerre de Sept ans (1756-1763) - Les années 1758-1760 », dans Bibliographie, la guerre et le Québec, Chaire Hector-Fabre d’histoire du Québec de l'UQAM (Sources imprimées, études, articles, mémoires et thèses).
- CCBN « Sources et bibliographie », dans 1759 : Du sentier de la guerre aux plaines d'Abraham, 2005.
- CCBN et CHQ. « Livres suggérés », dans Québec 2009 : la bataille des plaines d'Abraham, 2007-2008.
- Bibliographie de James Wolfe.

### Radio, télévision
- Hubert Gendron, Gordon Henderson, Louis Martin, Gene Allen, Le Canada : une histoire populaire, Montréal, Société Radio-Canada, 2000 [5 DVD ou 6 cassettes VHS 120 min] (édition Web).
- Jacques Godbout, René-Daniel Dubois, et al, Le sort de l'Amérique, Montréal, Office national du film du Canada, 1996, 90 min 02 s. (lire en ligne.
- SRC. « La bataille des plaines d'Abraham », dans Les Archives de Radio-Canada. Société Radio-Canada, 30 mai 2008. [diffusé le 17 juillet 1959 à l'émission Caméra 59].

### Web, multimédia
- BNF, BNQ, BAC. La bataille des plaines d'Abraham, dans Nouvelle-France, Horizons nouveaux, 2004.
- CCBN. 1759 : Du sentier de la guerre aux plaines d'Abraham, 2005 (Exposition virtuelle).
- Jacques Vaillancourt. Les Plaines d'Abraham revisitées, 2005.

## En anglais

### Ouvrages
- D. Peter MacLeod, Northern Armageddon: The Battle of the Plains of Abraham, Vancouver/Toronto, Douglas & McIntyre, 2008, 352 p.,  (ISBN 978-1-55365-412-4) (aperçu).
- (en) Ian Macpherson McCulloch, Sons of the Mountains. The Highland Regiments In The French & Indian War, 1756-1767, Toronto, Robin Brass Studio, 2006, vol. I, 392 p., vol. Ii, 208 p.,  (ISBN 978-1-896941-49-3).
- (en) Stephen Brumwell, Path of Glory: The Life and Death of General James Wolfe, Montréal, McGill-Queen's University Press, 2006, 406 p.,  (ISBN 978-0-7735-3261-8) (aperçu).
- (en) Matthew Charles Ward, The Battle for Quebec, 1759, Stroud, Tempus, 2005, 286 p.,  (ISBN 0752419978).
- (en) Mark Urban, Generals: Ten British Commanders Who Shaped the World, Faber and Faber, 2005, 352 p.,  (ISBN 0-571-22485-7).
- (en) Ian M. McCulloch, "From April battles and Murray generals, good Lord deliver me!" The Battle of Sillery, 28 April 1760, dans Donald E. Graves (editor) More Fighting for Canada : Five Battles, 1760-1944, Toronto, Robin Brass Studio, 2004, 363 p., aux pages 15 à 70  (ISBN 978-1-896941-37-0).
- Stuart Reid, Quebec 1759: The Battle that Won Canada, Oxford, Osprey Pub., 2003, 96 p.,  (ISBN 1855326051) (aperçu).
- Charles Perry Stacey et Donald Edward Graves, Quebec, 1759: The Siege and The Battle, Toronto, Robin Brass Studio, 2002, 269 p.,  (ISBN 1-896941-26-5) [ édition révisée; 1re éd. Toronto, MacMillan, 1959, 210 p.; 2e éd. 1984].
- Stephen Brumwell, Redcoats. The British Soldier and War in the Americas, 1755-1763, Cambridge, Cambridge University Press, 2002. 349 p., aperçu).
- Fred Anderson, Crucible of War: The Seven Years' War and the Fate of Empire in British North America, 1754-1766, Random House, 2001, 862 p.,  (ISBN 0-375-40642-5).
- René Chartrand, Québec: The Heights of Abraham 1759 : the Armies of Wolfe and Montcalm, Oxford, Osprey Publishing, 1999, 96 p.,  (ISBN 978-1-85532-847-1).
- Mary Beacock Fryer, Battlefields of Canada, Dundurn Press, 1996, 273 p.,  (ISBN 1550020072) (aperçu).
- René Chartrand, Canadian military heritage. vol. II. 1755-1871. Montréal, Art Global inc, 1995, 238 p.,  (ISBN 2-920718-45-2).
- Laurier L. LaPierre, 1759: The Battle for Canada, McClelland & Stewart, 1990, 305 p.,  (ISBN 0771046995).
- Desmond Morton, Sieges of Quebec, Toronto: Grolier, 1984, 96 p..  (ISBN 0717218864).
- Gordon Donaldson, Battle for a Continent, Quebec 1759, Toronto, Doubleday Canada, 1973, 241 p.
- Guy Frégault, Canada: The War of the Conquest, Toronto, Oxford University Press, 1969, 427 p.
- Francis van Wyck Mason, The Battle for Quebec, Boston, Houghton Mifflin, 1965, 184 p.
- Brian Connell, The Plains of Abraham, Toronto, Hodder and Stoughton, 1959, 288 p.
- Christopher Lloyd, The Capture of Quebec, London, Batsford, 1959, 175 p.
- John Murdoch Harper, The Battle of the Plains, Toronto, Musson Book, 1909, 269 p., lire en ligne.
- Arthur George Doughty, George William Parmelee, The Siege of Quebec and the Battle of the Plains of Abraham, Dussault & Proulx, 1902 (lire en ligne.

### Articles
- William Wood. « The Plains of Abraham », dans The Passing of New France. A Chronicle of Montcalm, Toronto; Glasgow : Brook & Company, 1915, pp. 120-142.
- Narcisse-Eutrope Dionne, The Seige of Quebec and the Battle of the Plains of Abraham: A Reply to the Editor of Old and New, Dussault & Proulx, print., 1903, 39 p., (en ligne : archive.org, nosracines.ca).
- William Wood. « The Fight For Oversea Empire: The Battle of the Plains », dans Adam Shortt et Arthur Doughty, eds, Canada and its Provinces, Vol. I, Toronto; Glasgow : Brook & Company, 1914, pp. 288-308.

### Correspondance, journaux, etc.
- Beckles Willson, The Life and Letters of James Wolfe, Londres, William Heinemann, 1909, 522 p., lire en ligne.
- James Thompson, A Short Authentic Account of the Expedition Against Quebec in the year 1759, Under Command of Major-General James Wolfe. By a Volunteer Upon that Expedition, : Quebec : Middleton & Dawson, 1872, 48 p., en ligne).
- James Murray, Journal of the Siege of Quebec, 1760, Quebec, Middleton & Dawson, 1871, 45 p., lire en ligne.
- Robert Wright, The Life of Major-General James Wolfe: Founded on Original Documents and Illustrated by His Correspondence, Including Numerous Unpublished Letters Contributed from the Family Papers of Noblemen and Gentlemen, Descendants of His Companions, Londres, Chapman and Hall, 1864, 626 p., lire en ligne.
- Edmund Bailey O’Callaghan, Documents Relative to the Colonial History of the State of New-York. vol. X. Paris Documents, 1745-1774, Albany, 1858, Weed et Parsons, 1167 p.
- An Officer of Fraser's Regt, Journal of the Particular Transactions During the Siege of Quebec: At Anchor Opposite the Island of Orleans, July 26th, 1759, Quebec, Printed by the Nuns of the Franciscan Convent, 1901, 39 p., lire en ligne.
- John Knox, An Historical Journal of the Campaigns in North-America, for the Years 1757, 1758, 1759, and 1760, London, 1769 (lire en ligne.
- Thomas Jefferys, A Journal of the Siege of Quebec to which is Annexed a Correct Plan of the Environs of Quebec and of the Battle Fought on the 13th September, 1759, [S.n.], 1760, 58 p.
- Sergeant-Major of Gen. Hopson's Grenadiers, A Journal of the Expedition up the River St. Lawrence: Containing a True and Most Particular Account of the Transactions of the Fleet and Army under the Command of Admiral Saunders and General Wolfe, from the Time of Their Embarkation at Louisbourg 'til After the Surrender of Quebeck, Boston, Fowle & Draper, 1759, 19 p., , .
- James Wolfe, General Wolfe's Instructions to Young Officers Also His Orders for a Battalion and an Army., Londres, J. Millan, 106 p.

### Bibliographies
- NBC. « Sources and Bibliography », dans 1759: From the Warpath to the Plains of Abraham, 2005.
- NBC and QHC. « Recommended Reading », dans Quebec 09: Battle of the Plains of Abraham, 4 janvier 2008.
- Bibliography of James Wolfe (en).

### Radio, télévision
- CBC. « Another meeting at the Plains of Abraham », dans The CBC Digital Archives Website, Canadian Broadcasting Corporation, April 23, 2008. [Broadcasted Sept. 12, 1999 on Sunday Report].
- Hubert Gendron, Gordon Henderson, Louis Martin, Gene Allen, Canada: A People's History, Montréal, Société Radio-Canada, 2000 [5 DVD ou 6 cassettes VHS 120 min] (édition Web).
- Jacques Godbout, René-Daniel Dubois, et al, The Fate of America, Montréal, Office national du film du Canada, 1996, 90 min 02 s. (lire en ligne.
- CBC. « Climbing Wolfe's Cove », dans The CBC Digital Archives Website, Canadian Broadcasting Corporation. April 15, 2008. [Broadcasted Sept. 13, 1959 on CBC Radio Special].
- Allan Wargon, Wolfe and Montcalm, Montréal, National Film Board of Canada, 1957, 29 min 30 s.

### Web, multimédia
- BNF, BNQ, BAC. La bataille des plaines d'Abraham, in New France, New Horizons, 2004.
- NBC. 1759: From the Warpath to the Plains of Abraham, 2005.